# 亞當斯縣 (伊利諾伊州)
亞當斯縣（英語：Adams County）是美國伊利諾伊州西部的一個縣，西隔密西西比河與密蘇里州相望。面積2,257平方公里。根據2020年美國人口普查，共有人口65,137人。縣治昆西（Quincy）。
成立於1825年1月13日，縣政府成立於1836年3月1日，縣名紀念第六任總統約翰·昆西·亞當斯。

## 地理
根據美國人口普查局的數據, 該縣的總面積為871平方英里（2,260平方）, 其中的855平方英里（2,210平方）是陸地，16平方英里（41平方） (1.9%) 是水域。
1. ↑  . United States Census Bureau.   [July 3, 2014]. （原始内容存档于June 6, 2011）.
2. ↑  . The Weather Channel.   [2011-01-27]. （原始内容存档于October 23, 2012）.
3. ↑  . United States Census Bureau.   [2015-07-11]. （原始内容存档于February 12, 2020）.